# Roger Fenton

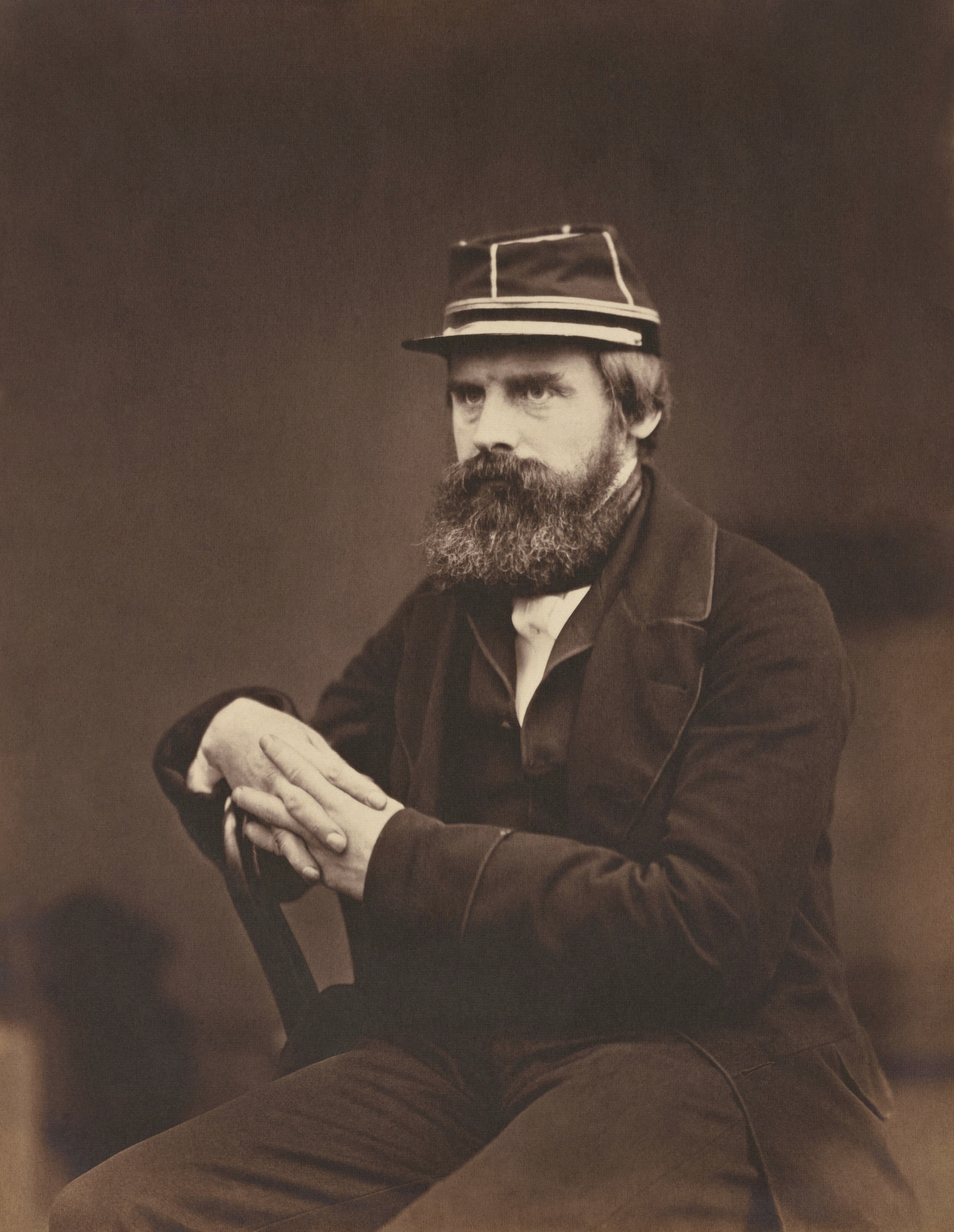
Roger Fenton, 1856

Alte Waterloo Bridge in London, Fotografie von Roger Fenton aus dem Besitz von Kommerzienrat August Weiss (1832–1927), Kessler Sekt, Esslingen am Neckar (um 1858)

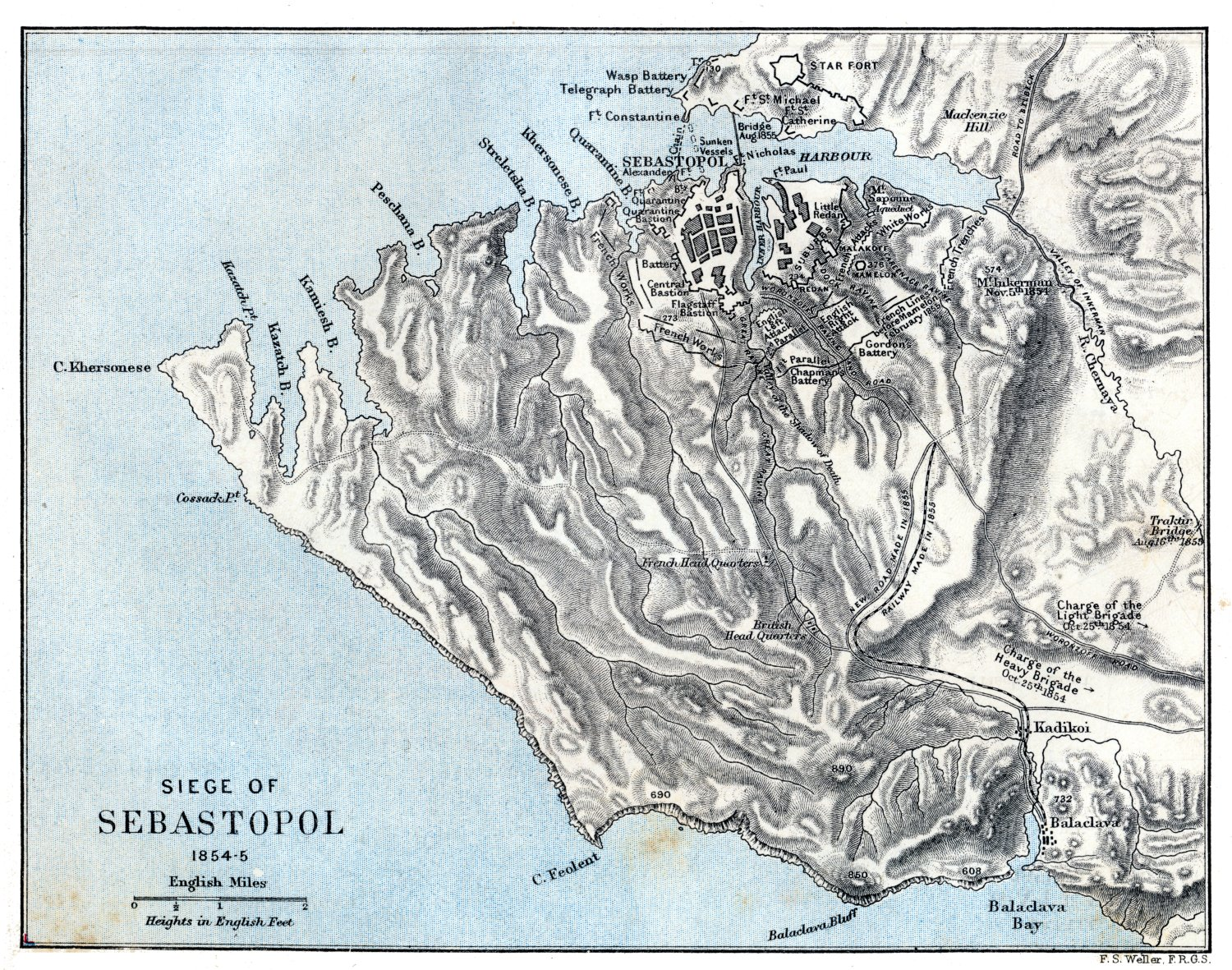
Weller Siege of Sebastopol 1854–1855

Roger Fenton (* 28. März 1819 in Crimble Hall bei Heywood, Lancashire; † 8. August 1869 in Potters Bar, damals in Middlesex, inzwischen in Hertfordshire) war ein britischer Jurist und Fotograf. Bekannt wurde er vor allem durch rund 360 Aufnahmen, die er während des Krimkriegs machte.

## Leben und Beruf
Fenton wurde 1819 als Sohn des Industriellen und späteren Abgeordneten John Fenton geboren. In London studierte Fenton Mathematik, Griechisch und Latein. Anschließend begann er ein Jurastudium und widmete sich vermehrt der Malerei. In Paris studierte er Kunst und lernte unter anderem bei dem Historienmaler Paul Delaroche. 1853 war Fenton Gründungsmitglied der Photographic Society (später Royal Photographic Society).
1854 beendete Fenton seine Arbeit als Rechtsanwalt vorerst und widmete sich hauptberuflich der Fotografie. Bereits im selben Jahr fertigte er eine Reihe Porträts der englischen Königsfamilie an, eine Arbeit, die er noch bis 1857 fortführte. 1855 dokumentierte er den zwei Jahre zuvor ausgebrochenen Krimkrieg. Neben zahlreichen Architektur- und Landschaftsaufnahmen fotografierte Fenton in den folgenden Jahren auch Cricketspiele, königliche Schießveranstaltungen und den Sardinischen Krieg von 1859. 1862 beendete er seine Arbeit als Fotograf. Fenton ließ seine komplette Fotografieausrüstung versteigern und kehrte in seinen Beruf als Rechtsanwalt zurück. Er starb 1869 im Alter von 50 Jahren.

## Krimkrieg
Fenton gilt vielen heute als einer der ersten Kriegsfotografen. Allerdings war er wegen der damals notwendigen langen Belichtungszeit nicht in der Lage, Kampfhandlungen zu fotografieren. Die meisten seiner Fotografien sind gestellt. Unter den rund 360 Fotos, die Fenton während des Krieges anfertigte, befinden sich ca. 290 Porträts oder vermeintliche Alltagsszenen aus dem Leben der englischen Armee. Bei den abgebildeten Personen handelte es sich jedoch überwiegend um Offiziere. Der einfache Soldat wurde von Fenton lediglich als Randfigur fotografiert. Fentons Reise auf die Krim wird häufig als Propagandamission bewertet. Durch die britische Krone soll es ihm strikt verboten gewesen sein, Fotografien von verwundeten oder toten Soldaten anzufertigen.
Fenton kehrte noch vor der Beendigung des Krimkrieges nach Großbritannien zurück, wo er unter anderem von Queen Victoria empfangen wurde. Seine Arbeit vor Ort setzten James Robertson und Felice Beato fort.

## Ausrüstung
Fenton fotografierte im Krimkrieg mit einer 40 × 50 cm-Kamera und mit Fotoplatten. Die Glasplatten beschichtete er unmittelbar vor der Aufnahme in einer fahrbaren Dunkelkammer (Pferdewagen) mit lichtempfindlichem Kollodium. Das nasse Kollodiumverfahren machte ein Entfernen von der Dunkelkammer unmöglich, was den Radius des Fotografen stark beschränkte.

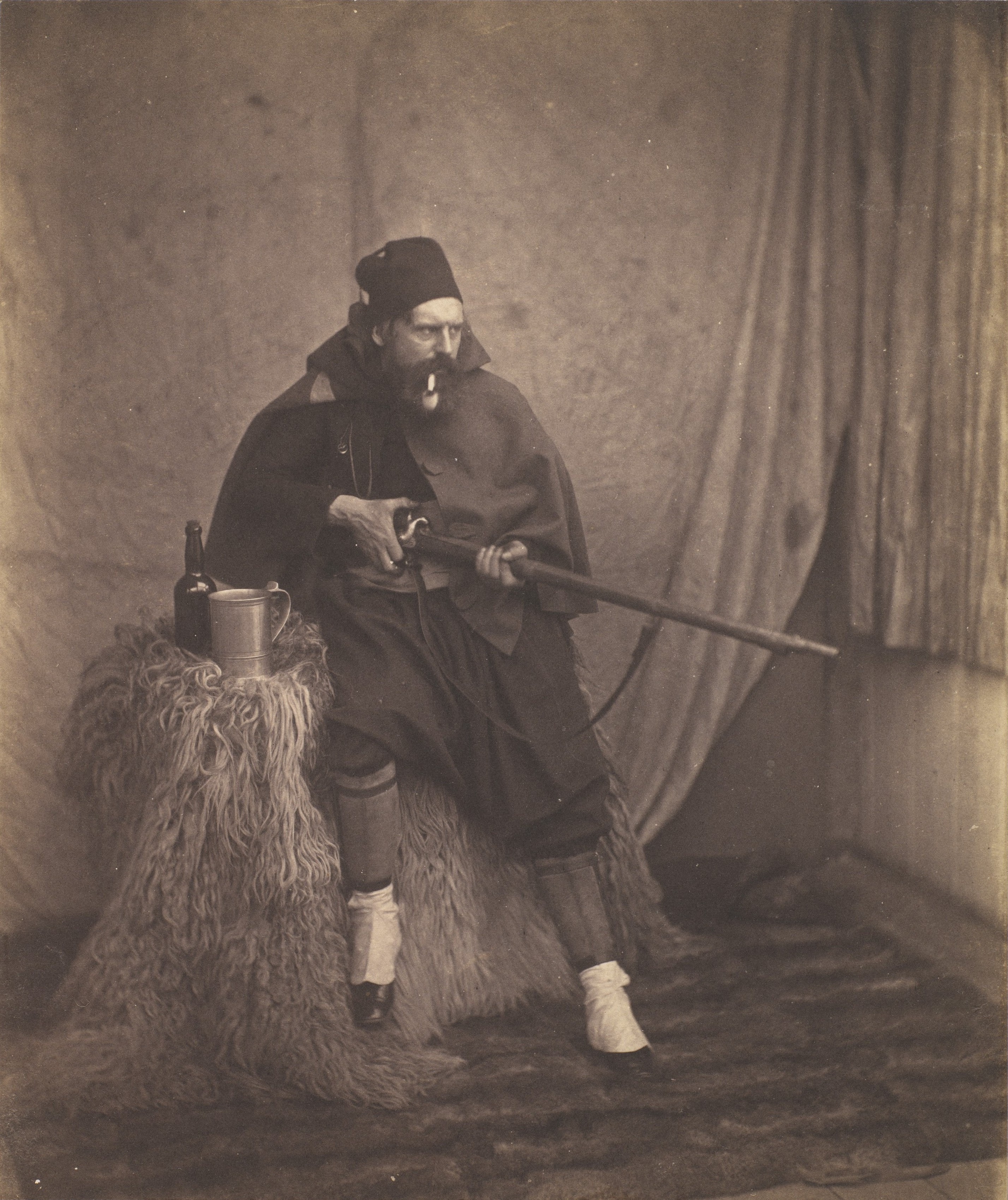
Roger Fenton: Selbstporträt als Zuave, 1856
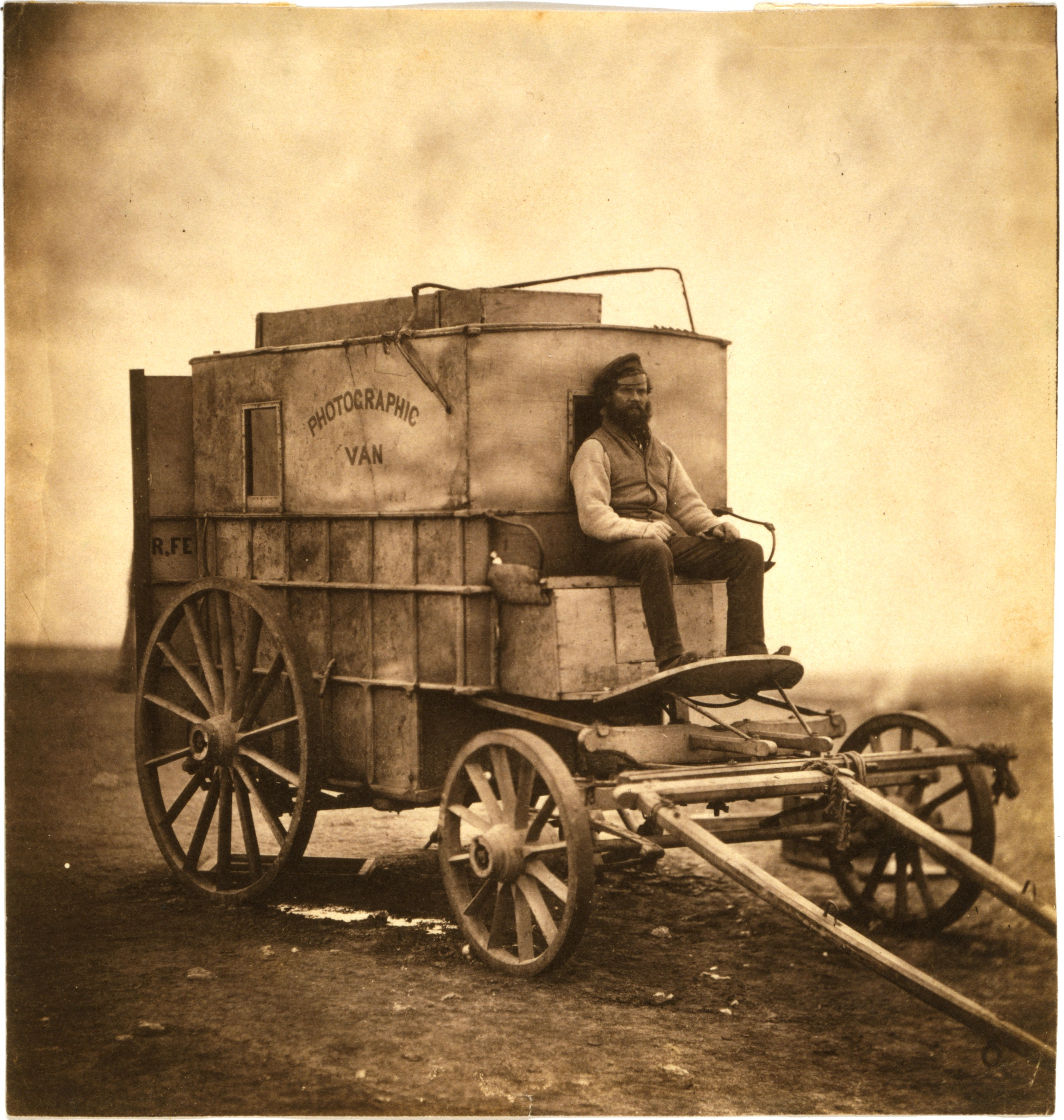
Die fahrbare Dunkelkammer von Roger Fenton 1855 (auf dem Kutschbock: Marcus Sparling).
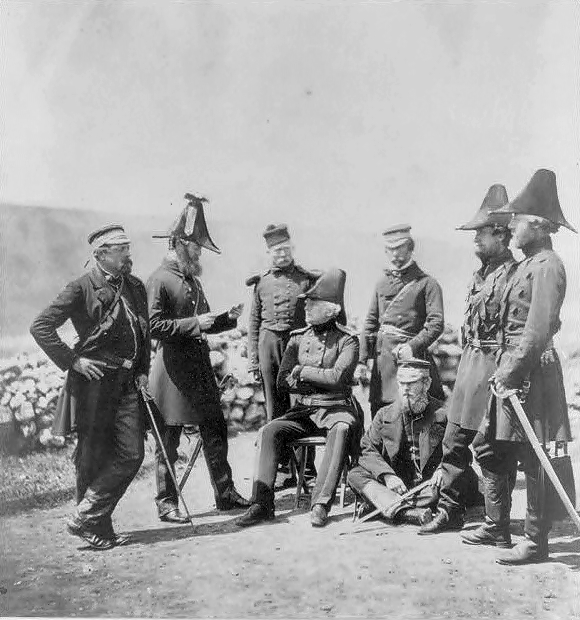
General Brown und sein Stab während des Krimkrieges, Fotografie von Roger Fenton, 1855

## Bild-Arrangierung Fentons
Beispiel:

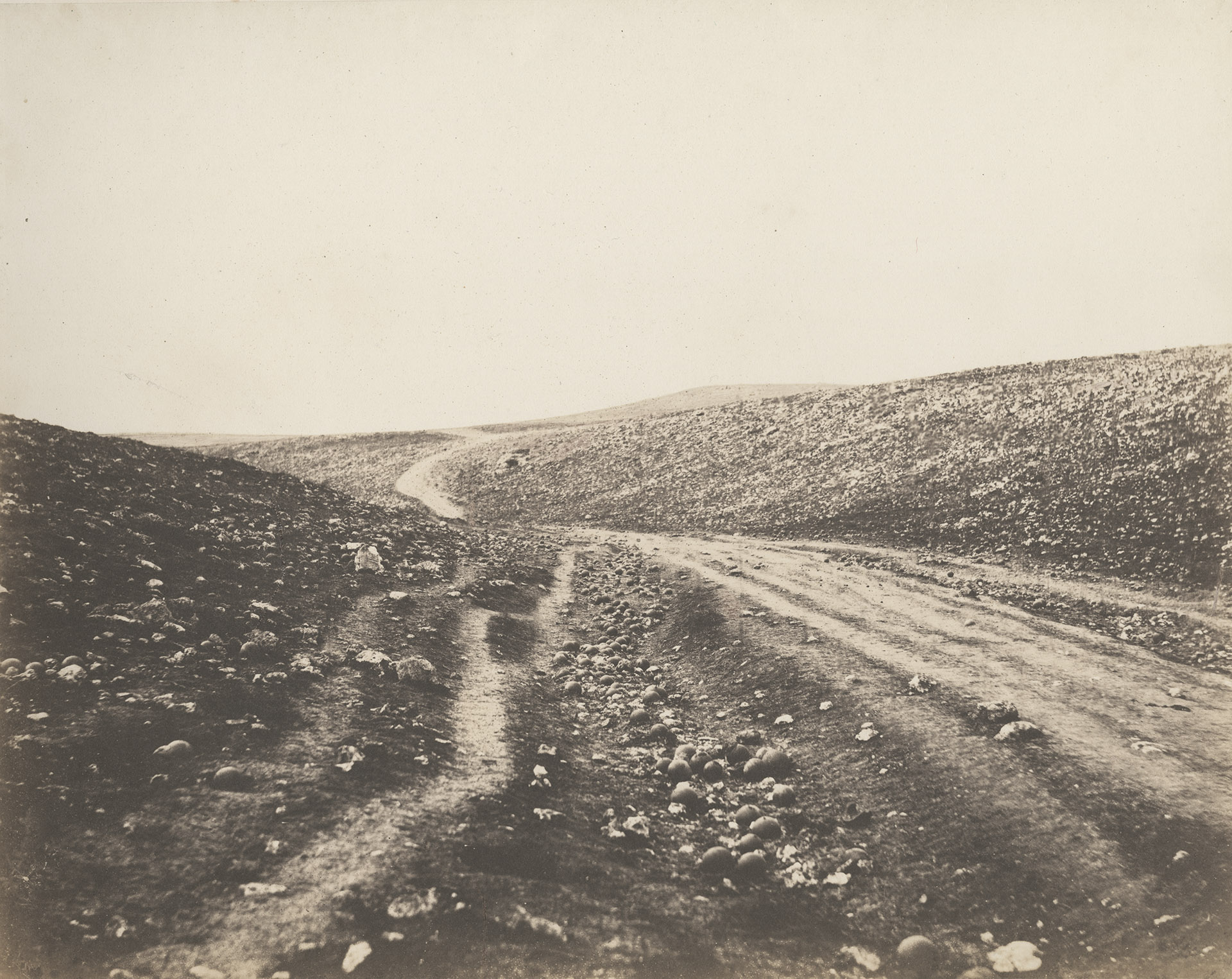
Fotoversion des Bildes Valley of the Shadow of Death, ohne Kanonenkugeln
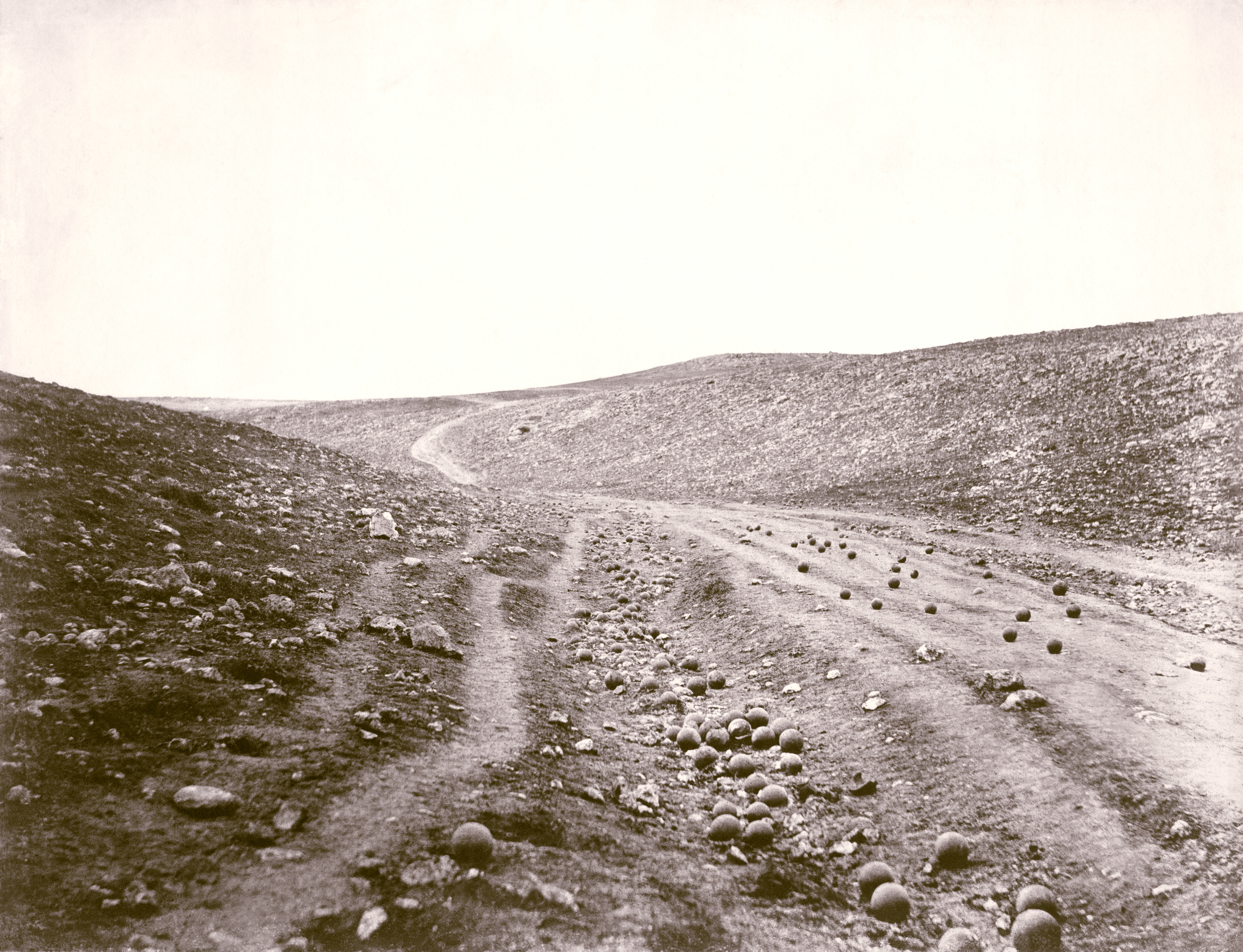
… und mit Kanonenkugeln auf dem Weg.